# Station Yamashiro-Taga
Station Yamashiro-Taga (山城多賀駅, Yamashiro-Taga-eki) is een spoorwegstation in de Japanse stad  Ide. Het wordt aangedaan door de Nara-lijn. Het station heeft twee sporen, gelegen aan twee zijperrons. 

## Treindienst

### JR West
| 1 | ■ Nara-lijn | richting Uji en Kioto |
| 2 | ■ Nara-lijn | richting Kizu en Nara |

## Geschiedenis
Het station werd in 1955 geopend. In 2000 werd er een nieuw station gebouwd.

## Stationsomgeving
- Postkantoor van Yamashiro-Taga
- Taga-schrijn
- Minamigawa Hotaru-park

Kioto · Tōfukuji · Inari · JR Fujinomori · Momoyama · Rokujizō · Kohata · Ōbaku · Uji · JR Ogura · Shinden · Jōyō · Nagaike · Yamashiro-Aodani · Yamashiro-Taga · Tamamizu · Tanakura · Kamikoma · Kizu (Narayama · Nara)